# 静恵一
静 恵一（しずか けいいち、1982年10月23日 - ）は日本のお笑いタレント、作家、演出家、脚本家、司会者、ラジオパーソナリティ。お笑いユニットサミットクラブのツッコミ担当。現在は無所属（フリー）で活動中。過去にワタナベエンターテインメント、アップフロントグループに在籍していた。大阪府堺市美原区出身。桜美林大学文学部総合文化学科卒業。

## 概要
高校2年のとき大阪の新人お笑い登竜門『今宮子供えびすマンザイ新人コンクール』で入賞。当時、高校生漫才師が珍しくサミットクラブは一躍人気に。審査員の疋田哲夫に気にいられ、高校3年生の段階で複数の大手事務所から声がかかるほどに。
大学入学と同時に上京。ワタナベエンターテインメントに所属。大学では劇団『青年団』主宰で劇作家、演出家の平田オリザ、文学座の坂口芳貞から演劇を学んだ。
現在はマルチに活動。『芸人』『作家（文筆）』『演出家』『脚本家』『放送作家』『MC』『俳優』『声優』『映画監督』『野球好き芸人』『料理家』『マグロ漁船芸人』の顔を持つ。

## 略歴
- 1982年、大阪府南河内郡美原町（現・堺市美原区）に生まれる[1]
- 美原町立平尾小学校（現在の堺市立平尾小学校）で現在の相方・ムラコと同じクラスになる[2]。
- 小学4年のとき初恋の子を振り向かせたいためにお笑いをはじめる。心斎橋筋2丁目劇場で千原兄弟やジャリズムが若い女性から大人気だった影響をうけた[2]。
- 小学4年生のときムラコと静を含む友達4人で駄菓子屋によくたまっていた。その駄菓子屋の店主に『毎日来てサミットして！』と言われたのをキッカケに、『サミットクラブ』が出来た[3]。
- 1995年、美原町立美原中学校（現在の堺市立美原中学校）に進学[2]。
- 1998年、大阪府立東住吉高等学校芸能文化科に進学[3]。
- 1999年、ムラコが通っていた高校の授業に "上方漫才研究"というのがあり、2年の時にムラコに誘われ、『第20回今宮子供えびすマンザイ新人コンクール』に応募。過去にはダウンタウン、ナインティナイン、宮川大助・花子、大木こだま・ひびき、ミルクボーイなど賞を獲るお笑いの登竜門。そこで「香川登枝緒賞」を受賞した[3]。審査員をしていた1人が『11PM』『EXテレビ』『鶴瓶・上岡パペポTV』『ちちんぷいぷい』『せやねん!』などを手掛けてきた放送作家・疋田哲夫で気に入られる[2]。
- 2000年、高校3年になって疋田の紹介もあり、大手事務所複数から声がかかり、翌年にワタナベエンターテインメントに所属。同期には波田陽区、クールポコ[3]。
- 2001年、東京に上京。桜美林大学文学部総合文化学科に入学。演劇を専攻する[2]。
- 2002年、ムラコに声をかけ、コントユニット『High×position（通称・ハイポジ）』を結成。事務所にはネタ見せの毎日が続くなか鳴かず飛ばずで仕事がないなか、『ハイポジ』の公演は1,000人越えをする人気になる[3]。
- 2005年、ワタナベエンターテインメントを退所[2]。
- 2005年11月、23才のときにアップフロントグループの関連会社「ケーアッププロモーション」に移籍。『Berryz工房』『℃-ute』といった同じ関連会社のアイドルと仕事をする機会が増えて、バラエティー番組やイベントMCの仕事が増加[3]。
- 2009年、日テレジェニックのお仕事を機に安定した給与が確保できるようになる。他事務所の社長から声をかけられることが多くなり、イベント司会を頼まれたり、アイドルを使った芝居の作・演出を頼まれたり、多岐にわたって仕事量が増加[2]。
- 2011年以降、脚本家・演出家の仕事が増えていき、お笑い芸人以外の才能を発揮[3]。
- 2013年6月に所属事務所がお笑い事業から撤退することを期に、フリーランスの道を選択する[2]。
- 2020年現在、土曜のラジオレギュラーのほか、年内に未発表の書き下ろし舞台脚本が4本控える。作家、演出家、脚本家、放送作家、MCなどこなす[3]。

## 人物
- 趣味は料理（実家、親戚が料理屋）。食べたものを再現できる。例えば吉野家の牛丼とか、食べたものを創作できる[4]。
- 特技は、野球（年間60 - 70試合プレー）[5]
- 資格は、ヨガインストラクター、船員手帳（北大西洋でのマグロ漁の経験有）を持っている[4][6]。
- 実家がPL学園の近所で「天ぷらしずか」という料理屋を営んでいた。その影響で小・中学校は野球少年だった[5]。
- 他の景色も見たく、4年間お世話になったワタナベエンターテインメントから多数のアイドルを抱えるアップフロントの関連事務所に移籍。そこでMCを鍛えられた。漫才ばっかしてきたので、色々なタレントさん、アイドルさんと絡むことで即興性の笑い、観客との一体感、空気を作り上げる、空気を読むということを学ぶ。結果9年在籍した[7]。
- 2019年4月30日、平成最後の日に7個下のタレント・千鶴と結婚。生まれが平成元年の奥さんで、平成のしめくくりとして結婚した[5][8]。
- 交友関係はみょーちゃん、元セイシュン・ダーツの青木泰寛[4]。
- いつか「マグロの延縄 遠洋漁船の楽しさ」を伝える番組に出演したいと。芸能人は珍しく船員手帳を所有する[5][6]。
- 将来は伊東四朗を目指す。何をやっても味があり、ジャンルにはまらない人[4]。

作家・演出家の一面
- 20年、締切を破ったことがない。静の書く本は小ボケが多いのが特徴。演出に関しては滅多に怒らないので ”世界一やさしい演出家”と呼ばれ、事務所から若い子を預かることが多い。

野球について
- 365日のうち60 - 70試合 草野球をしている。2019年はセカンド・ショートを守ってエラーがゼロだった。
- 尊敬する人はジャイアンツの二遊間レジェンド、篠塚和典、川相昌弘。今のグラブは篠塚、イチローのモデルグラブを作った坪田信義に直接電話をして作ってもらった。
- 守備に強いこだわりを持つ。前もってデーターを取ったり、バッテリーのサイン、ポジショニングの取り方を細かく分析する。ステップはテニスのステップ法を導入、ボールを取ってからの持ち替える感覚など細微にこだわりを持つ。
- 桑田真澄の”試練が人を磨く、結果よりプロセス”。宮本慎也の"仕事になって野球を楽しんだことはない"という言葉が好き。

サミットクラブについて

## 受賞歴
漫才
- 第20回今宮えびす新人漫才コンクール香川登枝緒賞 - 出演

映画監督
- 第!回あわら湯けむり芸術祭特別賞 - 監督

タレント
- テレビ朝日特別番組「追跡！極上マグロ」民間放送連盟賞 - 出演

## 影響を受けた人
- 疋田哲夫（放送作家）
- 平田オリザ（劇団「青年団」主宰）
- 坂口芳貞（文学座）
- 伊坂幸太郎（作家）

## 主な出演作品

### テレビ番組
- テレビ朝日「追跡！極上マグロ」（民間放送連盟賞）
- テレビ東京「一夜づけ」MC
- 日本テレビ「エンタの天使」
- フジテレビ「アクトリーグ - 芸能事務所対抗戦 - 」
- 東京MX「東京オーディション（仮）」
- テレビ埼玉「ウタ娘」MC
- テレビ埼玉 「D☆D - 誰でも大好き - 」
- 静岡朝日テレビ 「ピンクス」MC
- 静岡朝日テレビ「サタハピ」
- 静岡朝日テレビ「とびっきり！しずおか」
- テレビ神奈川「ハマヌキ」
- BS-TBS「BSブランチ」
- BS-TBS「ビンゴパーティー！！」
- BS-TBS「帰ってきたBerryz仮面（仮）」
- BSフジ「ワッチミーTV×TV」
- CS「リストランテ純一」MC
- CSグリーンチャンネル「競馬場の達人」
- CSグリーンチャンネル「PATな休日」

### CM
- スバル「MINOCAR GO ROUND」

### 声優
- ゲーム「龍が如く4」
- 花畑アニメ「氷にのった白くまウーラ」

### イベント
- JRA・地方競馬場などのイベントMC
- 第三水曜即興舞台「こんなはずじゃなかった。」
- 日テレジェニック2010 - 2015イベントMC
- 汐留ロコドル甲子園2015 - 2019MC
- 汐留グラビア甲子園MC
- ミスヤングチャンピオン2011プレス発表MC
- ミスFLASHイベントMC
- ミス東スポ・イベント記者発表MC
- アイドルリーグイベントMC
- フジテレビお台場合衆国2010ステージMC
- ユニドル - 女子大生アイドル日本一決定戦MC[9]
- 映画舞台挨拶MC多数
- 結婚式司会など司会業多数

### ラジオ
- Kiss FM KOBE「バイオRadio!」 ※レギュラー
- ニッポン放送「お笑い有楽城」
- かわさきFM「菊地・サミットクラブの放課後会議室」

### DVD
- 「二人会議」

### ドラマ
- 関西テレビ「東京男子図鑑」
- ひかりTV／Amazon／など 「逃亡料理人ワタナベ」第一話
- テレビ東京「特命おばさん検事！花村絢乃の事件ファイル3」

### 映画
- 「タイトル、拒絶」 山田佳奈監督
- 「正装戦士スーツレンジャー」 上田慎一郎監督
- 「いまダンスをするのは誰だ?」 古新舜監督

### 舞台
- 劇団時間制作「手を握る事すらできない」 萬劇場
- 「僕の東京日記」 キラリ☆ふじみマルチホール[10]
- 「Mother-river Welcome―華麗なる家族―」[11]
- 劇団アイドルリーグ（仮）「怪人養成スクール・女子部」
- 劇団ゲキハロ「キャッツ・アイ」
- 平田オリザ 作・演出「もう風も吹かない」 ※2年間に亘る全国ツアー
- アクトリーグ2010本戦出場 ※初出場総合MVP

## 脚本家・演出家としての活動

### 映画
- 「花火が終わるまでに／向日葵」 脚本・監督／静恵一 ※あわら湯けむり芸術祭特別賞受賞

### 舞台
- 「佐藤家のぬかどこ」 作・演出／静恵一
- エアースタジオプロデュース公演「思い出パレット」 演出／静恵一
- 「日本橋ドロップス」シリーズ作・演出・シズ☆ゲキ「ストライド」 脚本・演出／静恵一
- シズ☆ゲキ「進め！春川女子高校」 脚本・演出／静恵一
- シズ☆ゲキ「進め！春川女子高校2」 脚本・演出／静恵一
- 「ドリームクレッシェンド」 演出／静恵一
- 「アクトレース」 企画・構成・演出・MC／静恵一
- 「ハスハス女学院」 脚本・サミットクラブ／演出・まつだ壱岱
- きかんしゃトーマス「ソドー島の１ばんはだれだ」脚本・演出・作詞／静恵一